# Erich Weidlich
Erich Alwin Weidlich (* 13. September 1905 in Aue; † nicht ermittelt) war ein deutscher Landrat.

## Leben
Weidlich war Sohn eines Eisendrehers und stammte aus dem sächsischen Erzgebirge. Nach dem Schulbesuch nahm er eine Lehre zum kaufmännischen Angestellten auf. Ab 1925 war er als solcher bei der Firma August Wellner Söhne in Aue tätig. 1926 trat er in die KPD ein, besuchte die Parteischule und wurde Politischer Leiter der KPD-Ortsgruppe Aue.
1928 übernahm er die Lohnbuchhaltung der Stadtgärtnerei in Aue und 1920 wurde er KPD-Organisations- und Betriebszelleninstrukteur. Im März 1933 wurde er von der Nationalsozialisten in Schutzhaft genommen, zunächst in der Polizeikaserne in Aue, dann im Schloss Osterstein in Zwickau und danach im Konzentrationslager Zschorlau. Bis Januar 1934 saß er wegen vorgeworfener Unterschlagung in Gefängnishaft in Schneeberg. Nach seiner Entlassung ließ er sich in der preußischen Provinz Brandenburg nieder und arbeitete bis zum Kriegsende in Rathenow.
Im Juli 1945 wurde er erneut Mitglied der KPD, aus der 1946 die SED hervorging. Für diese Partei wurde er noch im gleichen Jahr Landtagskandidat. Vom 13. Januar 1947 bis 21. Februar 1950 war Weidlich Landrat im Landkreis Westhavelland. Danach wurde er in Untersuchungshaft genommen und in der DDR im Mai 1951 zu sechs Monaten Gefängnis und einer Geldstrafe wegen Untreue und Unterschlagung verurteilt.